# Hoko bolivijský
Hoko bolivijský (Pauxi unicornis) je druh hrabavého ptáka z čeledi hokovití, který se vyskytuje ve vlhkých tropických a subtropických pralesích střední Bolívie.

## Systematika
Druh poprvé popsal James Bond & Rodolphe Meyer de Schauensee v roce 1939. Taxonomické zařazení hoka bolivijského je již dlouhou dobu předmětem kontroverze. Hoko bolivijský byl dlouhou dobu považován za stejný druh jako hoko peruánský (Pauxi koepckeae), který byl vydělen jako samostatný druh teprve v roce 2012.

## Popis
Jedná se o statného ptáka s délkou těla 85–95 cm. Samci váží kolem 3850 g, samice 3600 g. Opeření je takřka cele černé, jen spodina kolem kloaky a zakončení ocasu jsou bílé. Zobák je sytě červený. Z oblasti kořene horního zobáku a mezi očima vyrůstá výrazný světle namodralý rohovitý útvar, který dosahuje výšky až 6,3 cm. Uprostřed hlavy se nachází nevýrazná kudrnatá korunka. Nohy bývají světle červené, samcům se v době hnízdění nohy barví do žluta.

## Biologie
Živí se hlavně ovocem, semeny, měkkými částmi rostlin, hmyzem včetně larev a kostmi menších savců. Potravu sbírá hlavně kolem úsvitu a za soumraku. Při vyrušení buď vzlétává do korun stromů, v případě posedu na vyvýšeném místě se snáší na zem. Podobně jako ostatní hokové, zvukový projev hoků bolivijských zahrnuje řadu zvuků. Typický je hlavně dunivý, kolem 9 vteřin trvající hučivý dunivý zvuk „hmm-mmum...HM“, který samci hoků vydávají typicky z vyvýšeného místa, nejčastěji na počátku hnízdního období kolem východu slunce.
Hnízdní aktivity začínají v září na počátku období dešťů. Hnízdo miskovitého tvaru z uschlých listí a větviček si staví v korunách stromů. Samice snáší patrně jedno nebo dvě vejce. Inkubuje pravděpodobně pouze samice. Mláďata při narození mají hnědé opeření, rohovitý útvar začíná být viditelný kolem 1. měsíce života. Rozmnožuje se patrně kolem 1 roku.

## Populace a ohrožení
Hoko bolivijský se vyskytuje pouze ve střední části Bolívie v národních parcích Amboró, Carrasco a Isiboro Sécure a přilehlých oblastech. Obývá hlavně husté vlhké pralesy středových nadmořských výšek mezi 450–1150 m n. m. Většinu roku se vyskytuje nad 550 m, avšak v období sucha sestupuje níže. Typická hustota výskytu je kolem 1 či 2 ptáků na 1 km², v extrémních případech se však může vyskytovat až v hustotách 20 jedinců na 1 km². Celkový počet hoků bolivijských se k roku 2016 odhadoval na 1500–7500.
Hlavní ohrožení druhu představuje úbytek habitatu a hlavně lov místními domorodci. Hoko bolivijský se zdá být na lov extrémně citlivý, pročež z některých oblastí již úplně vymizel. Mezinárodní svaz ochrany přírody proto druh považuje za kriticky ohrožený taxon.